# Новоалександровский сельский совет (Синельниковский район)
Новоалександровский сельский совет (укр. Новоолександрівська сільська рада) — входит в состав
Синельниковского района
Днепропетровской области
Украины.
Административный центр сельского совета находится в 
с. Новоалександровка.

## Населённые пункты совета
- с. Новоалександровка
- с. Панасовка
- с. Вербки-Осокоровка